# ادوارد وینوکوروف
ادوارد وینوکوروف (روسی: Эдуард Теодорович Винокуров؛ ۳۰ اکتبر ۱۹۴۲ – ۱۰ فوریهٔ ۲۰۱۰) شمشیرباز اهل اتحاد جماهیر شوروی سوسیالیستی بود.
وی در مسابقات کشوری و بین‌المللی در مجموع برندهٔ ۲ مدال طلا، ۱ مدال نقره شده‌است.